# Edmund Krause (duchowny)

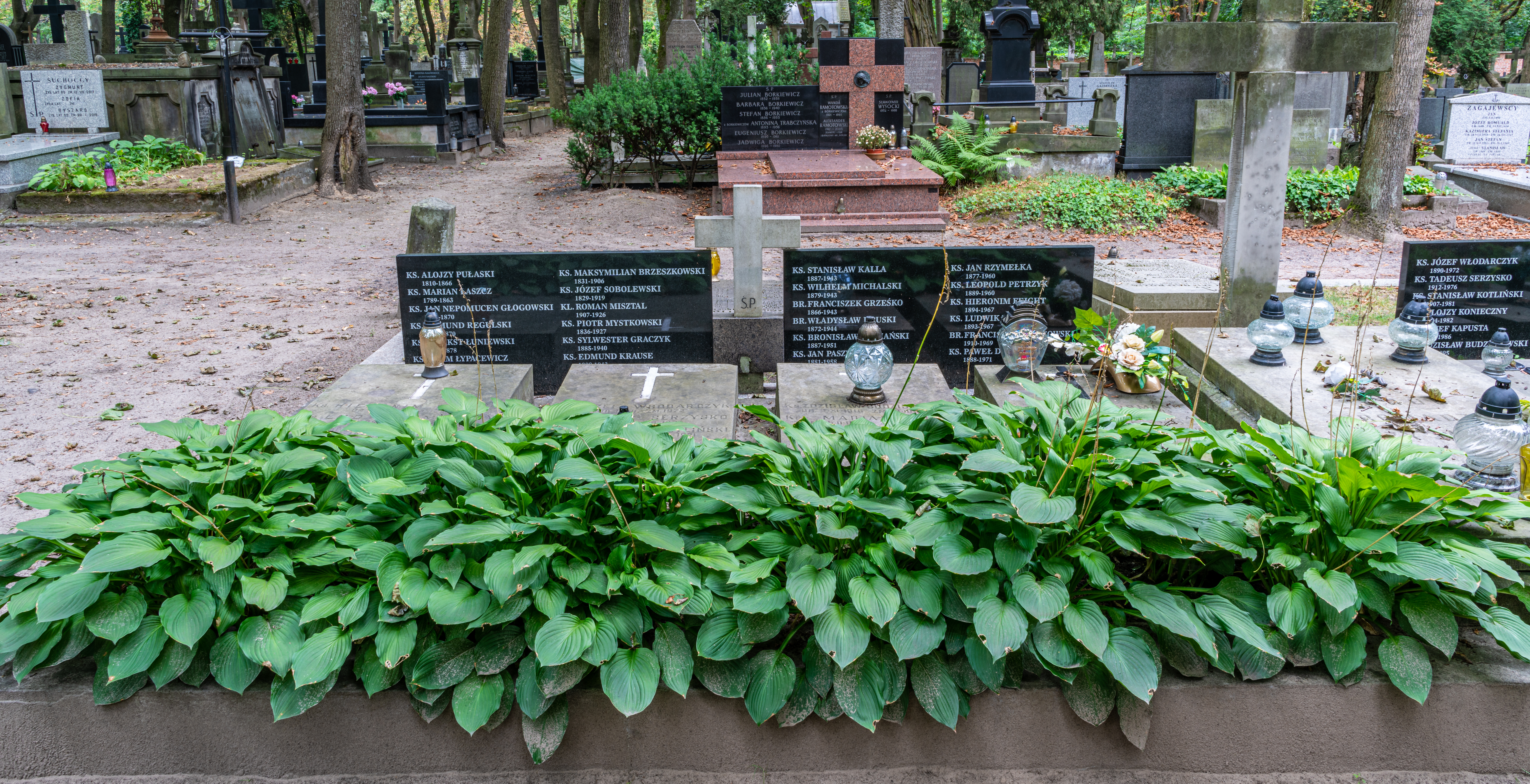
Grób Edmunda Krause na cmentarzu Powązkowskim

Edmund Krause (ur. 1908 w Żninie, zm. 17 kwietnia 1943 w Warszawie) – polski duchowny katolicki, misjonarz św. Wincentego a Paulo, współzałożyciel Frontu Odrodzenia Polski, działacz niepodległościowy.

## Życiorys
Ukończył seminarium duchowne w Gnieźnie. W 1931 przyjął święcenia kapłańskie. Przez rok pracował w katedrze gnieźnieńskiej. Do Zgromadzenia Księży Misjonarzy św. Wincentego à Paulo wstąpił w 1932. W 1934 złożył śluby zakonne. Zgromadzenie wysłało go na studia do Rzymu na Instytut Misjologiczny Kongregacji Rozkrzewiania Wiary. W Rzymie obronił pracę doktorską. Po powrocie do Polski był członkiem Stowarzyszenia Przyjaciół Polskiej Misji w Chinach. Chciał wyjechać na misje. Redagował „Wiadomości Misyjne i Listy Księży Misjonarzy i Sióstr Miłosierdzia z Polskiej Misji w Chinach”.
W czasie II wojny światowej ks. Krause był proboszczem parafii św. Krzyża w Warszawie. Po kapitulacji stolicy przyjął z rąk żołnierzy Batalionu Stołecznego ich sztandar i ukrył go w kaplicy Matki Boskiej Częstochowskiej w Kościele Świętego Krzyża. Wraz z innymi zakonnikami został aresztowany 3 października 1939 i przewieziony na Pawiak. Kilku z nich, w tym ks. Krausego, wypuszczono po interwencji bpa Antoniego Szlagowskiego. Pozostali trafili do obozu w Gross-Rosen. W 1941 wraz z Zofią Kossak-Szczucką założył tajną organizację katolicką Front Odrodzenia Polski. Organizacja miała stanowić kontynuację istniejącej przed okupacją niemiecką Akcji Katolickiej. Ks. Krause uzyskał zgodę władz kościelnych na przenoszenie przez wiernych świeckich konsekrowanych hostii na teren więzienia śledczego – Pawiaka. W tamtym czasie nie była to zwyczajowa praktyka. Kapłan raz w tygodniu przygotowywał wiatyk w specjalnie przygotowanych naczyniach z podwójnym dnem (puderniczka i medalion) i oddawał go zaufanym „szafarzom”, którzy przemycali go dla więźniów. Również Jan Karski otrzymał we wrześniu 1942, przed wyruszeniem do Londynu z raportem Polskiego Państwa Podziemnego o sytuacji polskich Żydów, specjalny szkaplerz z ukrytą hostią z rąk ks. Krausego. Zanotowano słowa, które ks. Krause wypowiedział przy tej okazji:

Władze Kościoła, służącego umęczonej Ojczyźnie, upoważniły mnie, abym obdarował cię, Polski żołnierzu, tym oto szkaplerzem zawierającym Ciało Chrystusa. Nie rozstawaj się z nim w drodze. Gdy znajdziesz się w niebezpieczeństwie, spożyj hostię. Ciało Pana uchroni cię przed złem.

3 listopada 1942 poświęcił wykonany w okupowanej Warszawie sztandar dla 1 Samodzielnej Brygady Spadochronowej płk. Stanisława Sosabowskiego. Znajduje się on w zbiorach muzeum Instytutu Sikorskiego w Londynie.
Zmarł w wyniku nieleczonej choroby nerek 17 kwietnia 1943 w Warszawie. Został pochowany na Starych Powązkach (kwatera 185-2-1).